# Pirəyir
Pirəyir è un comune dell'Azerbaigian situato nel distretto di Ağdaş. Conta una popolazione di 516 abitanti.